# Neluț Roșu
Neluț Roșu (n. 5 iulie 1993, Cluj-Napoca, România) este un fotbalist român liber de contract, care joacă pe post de mijlocaș.